# Mess
Mess fue una banda austriaca de pop que representó a su país en el Festival de la Canción de Eurovisión 1982 con la canción "Sonntag" ("Domingo"). El dúo estuvo conformado por Fritz (Michael Scheickl) y Elisabeth 'Lizzy' Engstler.

## Eurovisión 1982
El dúo se creó en 1982 para participar en la selección para representar a Austria en el Festival de Eurovisión de ese año, con la canción "Sonntag" ("Domingo"). La canción fue compuesta por Michael Mell y escrita por Rudolf Leve. La canción alcanzó el 9° puesto con 57 puntos.

## Éxito comercial
"Sonntag" tuvo gran éxito comercial, alcanzando el primer lugar en las listas de sencillos de Austria. Además, fue lanzada en otros países. El dúo publicó su álbum debut homónimo en 1983 y dos sencillos, pero ninguno logró entrar a las listas austriacas de álbumes ni sencillos.

## Después de Eurovisión
Michael y Elisabeth estuvieron casados, pero actualmente, se encuentran divorciados. En la actualidad, Elisabeth es presentadora en ORF.

## Discografía
Álbumes de estudio
- Mess (1983)

Sencillos
- "Sonntag" #1 Austria[2]
- "Honey Bee" (versión en inglés de "Sonntag")
- "Do-re-mi-fa-so-oder so"/"Träumen von Olivenbäumen"
- "Cabrio"/"Ich will ein Eis"